# Соціальний геном
Соціальний геном — це набір даних про членів суспільства, який фіксується у більших і складніших базах даних (наприклад, державні адміністративні дані, оперативні дані, дані соціальних мереж тощо). Іноді використовується також термін цифровий слід.

## Історія
Було два різних використання терміна. По-перше, слово «Соціальний геном» було використано в листі до редакції, надісланому до Science у відповідь на визначну статтю Кінга про використання великих даних для соціальних наук. Лист було опубліковано, але слова «соціальний геном» відредаговано в листі. В оригінальному поданні зазначено: «Добре інтегрована федеративна система даних адміністративних баз даних, які постійно оновлюються, могла б містити колективне уявлення про наше суспільство, наш соціальний геном». Kum та інші продовжують використовувати цей термін, починаючи з 2011 року, і він використовується в рецензованій статті 2013 року. У ньому сказано: «Сьогодні існує постійний потік даних у більші та складніші бази даних про людей, від них і між ними. Разом ці цифрові сліди фіксують наш соціальний геном, сліди нашого суспільства». У 2014 році опубліковано статтю про погляд на популяційну інформатику, в якій цей термін детальніше розглянуто.
По-друге, приблизно в той же час група дослідників під керівництвом Інституту Брукінгса запустила проєкт соціального генома, який побудував багату на дані модель, щоб відобразити життєвий шлях середнього класу від народження до середнього віку. Першу статтю опубліковано в 2012 році.